# Isan
Cet article concerne la région de la Thaïlande. Pour l’identifiant unique pour les œuvres audiovisuelles, voir ISAN.
 (avril 2020).
Si vous disposez d'ouvrages ou d'articles de référence ou si vous connaissez des sites web de qualité traitant du thème abordé ici, merci de compléter l'article en donnant les références utiles à sa vérifiabilité et en les liant à la section « Notes et références ».

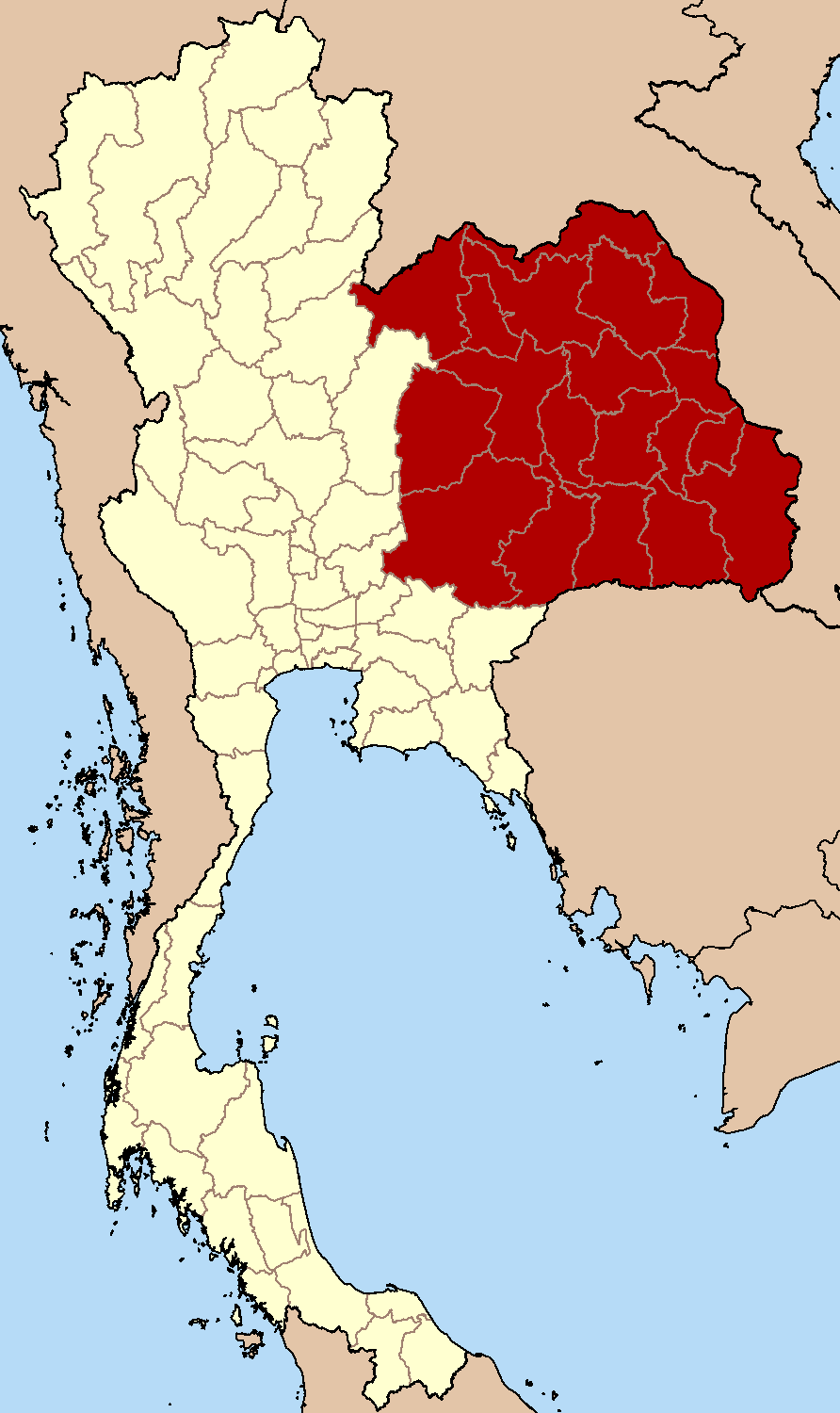
L'Isan est la région Nord-Est de la Thaïlande.

L‘Isan (aussi écrit Ihsan, Issan ou Esarn ; en thaï อีสาน) est la région Nord-Est de la Thaïlande. Couvrant environ le tiers du pays, elle est située sur le plateau de Khorat, bordée au nord et à l'est par le fleuve Mékong et au sud par le Cambodge. À l'ouest, elle est séparée des régions Nord et Centre par les montagnes de Dong Phaya Yen et la chaine des monts Phetchabun (en).
C'est la région la plus pauvre de la Thaïlande. L'agriculture en est la principale activité économique, mais du fait du climat chaud et sec et de la pauvreté qui touche depuis très longtemps cette zone, la production est plus faible que dans les autres parties du pays.
La plus grande partie de la population est d'origine lao, mais l'incorporation de la région dans l'État thaïlandais moderne (depuis 1935) a été un succès.

## Langues
La langue de la région, le thaï isan ou thaï du Nord-Est, appartient au groupe des langues tai de la branche dite kam-tai des langues tai-kadai. D'un point de vue linguistique, elle est proche du lao, la langue officielle du Laos — connue sous le nom de laotien — avec lequel elle appartient au sous-groupe dit lao-phutai. Le thai isan et le lao sont suffisamment proches pour former un continuum linguistique des deux côtés de la frontière. Ethniquement, on considère donc les Thai Isan comme des Laos plutôt que comme des Thaïs.
Les locuteurs du thaï isan sont au nombre de 15 millions, alors que ceux du thaï sont un peu plus de 20 millions. Cette réalité montre que la Thaïlande n'est pas un pays avec une ethnie dominante, mais une majorité thaïe avec une forte minorité lao.
Le thaï proprement dit, langue officielle de la Thaïlande sous le nom de thaïlandais, appartient en effet à un autre sous-groupe des langues tai appelé chiang saeng (du nom d'une localité située dans le Triangle d'or dans le nord de la Thaïlande).
Le khmer est également parlé dans le Sud de l'Isan, limitrophe du Cambodge.

## Histoire
L'Isan recèle bon nombre de sites de l'âge du bronze, avec des peintures rupestres, et des artéfacts anciens touchant la culture du riz. Des outils de bronze, comme ceux trouvés à Ban Chiang, pourraient prédater des outils semblables trouvés en Mésopotamie. 
La région fut par la suite du Vie siècle au XIIIe siècle sous l'influence de la culture Dvaravati puis sous celle de l'empire khmer, qui a laissé des temples à Phimai et à Phnom Rung, parmi les plus importants.
Après le déclin de l'empire khmer, à partir du XIIIe siècle, l'Isan a été dominée par le royaume laotien du Lan Xang. La région fut de plus en plus colonisée par les migrants laotiens. Le Siam prit le territoire à partir du XIXe siècle, et opéra des transferts forcés de population du Laos vers l'Isan aux XVIIIe et XIXe siècles. Les traités Franco-Siamois de 1893 et de 1904 firent de l'Isan la frontière entre le Siam et l'Indochine française.
Au XXe siècle, la politique de « thaïfication » poussa vers l'incorporation de l'Isan à la Thaïlande et chercha à minimiser les origines laotiennes de la population.
Cette politique impliqua même l'usage du nom « Isan » : dérivé de celui d'Isana, une manifestation de Shiva, déité du Nord-Est. Le nom renforce l'identité de la région en tant que Nord-Est de la Thaïlande, plutôt que comme partie du monde laotien. Avant que le gouvernement central n'introduise la langue et l'alphabet thaï dans les écoles, les habitants d'Isan écrivaient avec l'alphabet traditionnel laotien. La plupart parlent encore aujourd'hui la langue d'Isan, proche du laotien.
Région pauvre et agricole, l'Isan a toujours été un foyer de contestation contre le pouvoir central. Plusieurs dirigeants politiques investis dans le combat pour l’égalité du peuple de l’Isan furent assassinés sous la dictature dans les années 1950 sous prétexte de séparatisme. « Ce passé rend les gens bien plus sensibles à la question de la démocratie et du combat pour l’égalité qu’ailleurs en Thaïlande », explique l’historien Teerapon Anmai, de l’université d’Ubon Ratchathani. La région a plus tard abrité une rébellion communiste pendant deux décennies.
De nos jours, la région est toujours sous-développée : elle ne génère que 10 % du PIB thaïlandais pour 33 % des habitants. Environ 40 % de sa population est employée dans l’agriculture, peu productive en raison du manque d’eau. L’industrie y est insuffisamment présente et nombre des jeunes quittent leur région natale pour Bangkok ou les zones côtières. Les paysans de l’Isan sont en outre les plus endettés du royaume.

## Géographie

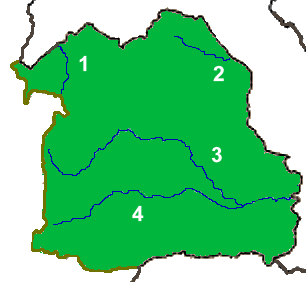
Les rivières d'Isan :
1. La Loei
2. La Songkhram
3. La Chi
4. La Mun

L'Isan couvre 160 000 km2. Il coïncide globalement avec le plateau de Khorat, entre 100 et 200 m au-dessus du niveau de la mer. Ce plateau s'incline à partir de la chaine des monts Phetchabun à l'ouest (site de plusieurs parcs nationaux (en)) vers le fleuve Mékong. Le plateau comporte deux grandes plaines : celle de Khorat, au sud, est drainée par la Mun et la Chi, alors que celle de Sakhon Nakhon, au nord, est drainée par la Loei et la Songkhram. Les deux plaines sont séparées par les monts Phu Phan. Le sol est généralement sablonneux, avec d'importants dépôts de sel.

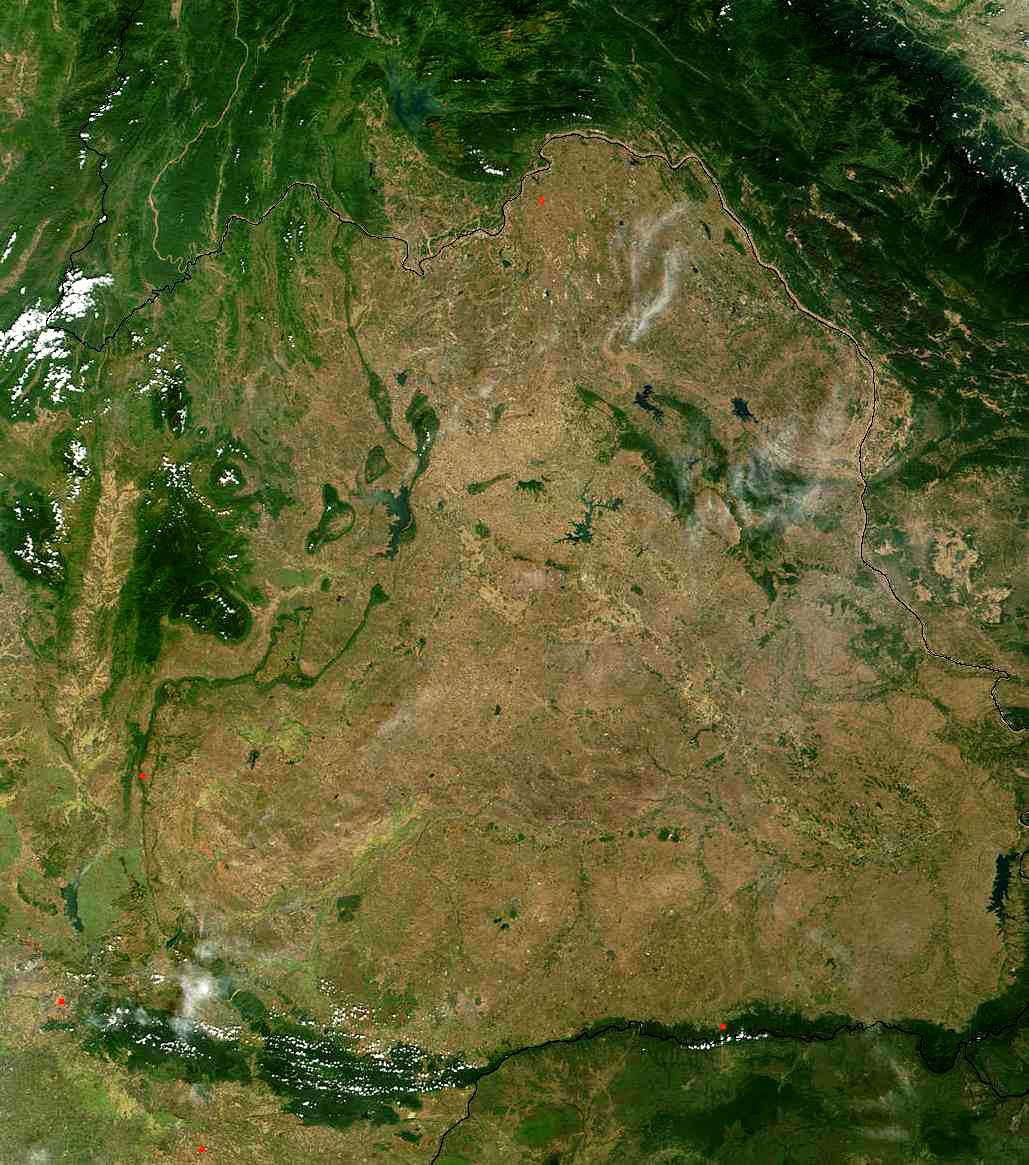
Une vue satellite d'Isan (2004) : les frontières avec le Laos et le Cambodge sont visibles à cause de la déforestation presque totale en Isan

Le Mékong forme une grande partie de la frontière entre la Thaïlande et le Laos au nord et à l'est d'Isan, alors que le sud est limité par le Cambodge. Le principal affluent thaïlandais du Mékong est la Mun, qui prend sa source dans le parc national de Khao Yai près de Nakhon Ratchasima coule vers l'est et se jette dans le Mékong dans la province d'Ubon Ratchathani. L'autre cours d'eau important est la rivière Chi, un affluent de la Mun qui coule au centre de la région avant de tourner vers le sud pour la rejoindre dans la province de Si Saket. La Loei et la Songkhram, plus petites, sont aussi des affluents du Mékong, la première coulant vers le nord dans la province de Loei et la seconde vers l'est dans les provinces d'Udon Thani, Sakon Nakhon, Nakhon Phanom et Nong Khai.
La température fluctue entre 30,2 °C et 19,6 °C. La plus haute température enregistrée fut de 43,8 °C dans la province d'Udon Thani, et la plus basse, 0,1 °C dans la province de Loei.
Les pluies sont imprévisibles, mais concentrées durant la saison des pluies entre mai et octobre. La moyenne annuelle des précipitations se situe entre 2 000 mm dans certaines régions et 1 270 mm au sud-ouest, dans les provinces de Nakhon Ratchasima, Buriram, Maha Sarakham, Khon Kaen et Chaiyaphum.
Les autres saisons sont la saison froide, d'octobre à février, et la saison chaude, de février à mai.

## Économie

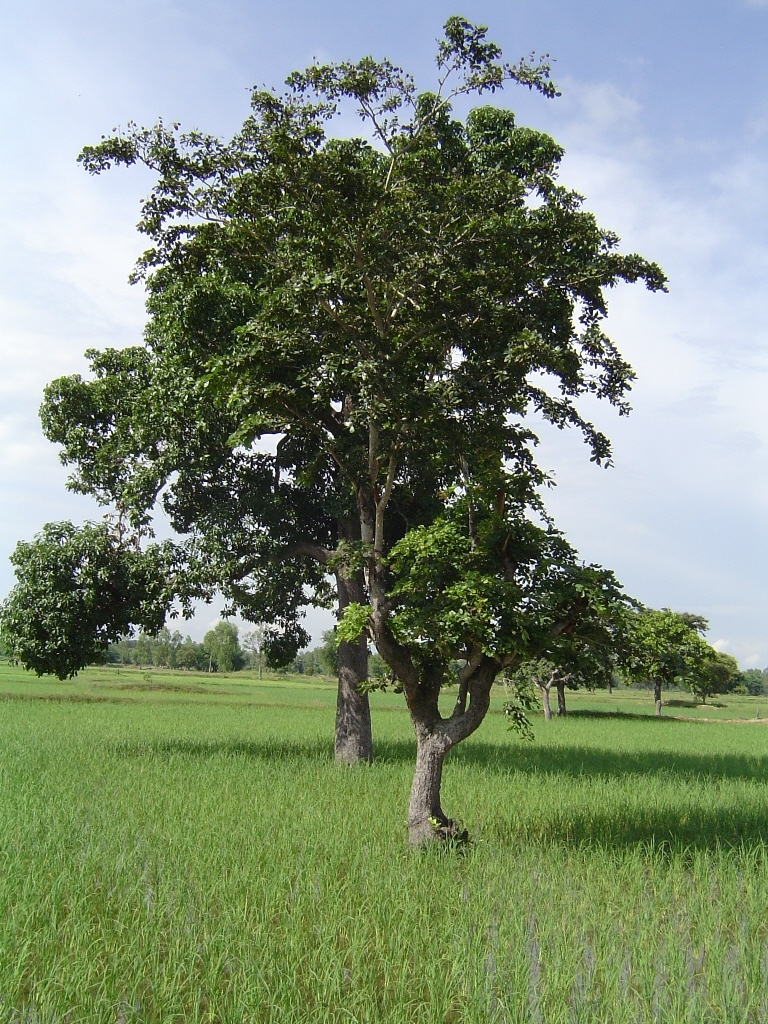
La culture du riz en Isan (septembre 2004)

L'agriculture est le principal secteur de l'économie, générant environ 22 % du produit régional brut (comparé à 8,5 % pour l'ensemble de la Thaïlande). Le riz est la culture principale (comptant pour environ 60 % des terres cultivées), mais une diversification s'opère vers le manioc, le maïs, le coton, la canne à sucre et d'autres cultures. Beaucoup de fermiers utilisent encore le buffle plutôt que le tracteur. Les principaux animaux d'élevage sont les bœufs, les porcs, les poulets, les canards et les poissons.
Malgré son importance dans l'économie, l'agriculture de la région est très problématique. Le climat est porté à la sécheresse, alors que le terrain plat du plateau est souvent inondé durant la saison des pluies. La propension aux inondations rend une grande partie des terres impropres à l'agriculture. De plus, le sol est très acide, salin et rendu infertile par épuisement.
Depuis les années 1970, l'importance de l'agriculture a décliné, affectant le commerce et le secteur des services.
L'Isan est la région la plus pauvre de la Thaïlande : en 2002, le salaire moyen était le plus bas du pays, à 3928 baht par mois (moyenne nationale de 6445). La pauvreté de la région transparaît aussi dans ses infrastructures : huit des dix provinces ayant le moins de médecins per capita sont en Isan (Si Saket a le plus faible ratio, un par 14 661 en 2001, contre une moyenne nationale de 3289). L'Isan a aussi huit des dix provinces ayant le moins de lits d'hôpitaux per capita (Chaiyaphum a le plus bas ratio, un par 1131 en 2001 ; moyenne nationale de 453). La région est en retard dans les nouvelles technologies : il n'y avait qu'une connexion Internet par 75 ménages en 2002 (moyenne nationale d'une par 22 ménages).
Beaucoup des habitants d'Isan vont chercher hors-région des emplois mieux rémunérés, particulièrement à Bangkok, où ils occupent beaucoup des emplois les moins considérés et les moins payés. Plusieurs se sont établis de façon permanente dans la capitale tandis que d'autres migrent au gré des saisons. D'autres encore ont émigré à la recherche d'emploi.

## Démographie
La population totale de l'Isan était de 20 825 000 en 2000. 40 % du total est concentré dans les provinces de Nakhon Ratchasima, Ubon Ratchathani, Udon Thani et Khon Kaen. Ces provinces entourent les quatre principales villes de la région portant le même nom. En 2000, leur population était comme suit : Udon Thani : 220 493, Nakhon Ratchasima : 204 391, Khon Kaen : 141 034 et Ubon Ratchathani : 106 552. Cependant, en 1996, seulement 6,3 % de la population d'Isan vivait en zone municipalisée. Khon Kaen était la province la plus urbanisée (avec 12,4 % en zone municipalisée), et Roi Et la moins urbanisée avec 2,8 %. La population est donc encore largement rurale, mais concentrée autour des grands centres.
La plupart des habitants sont d'origine laotienne, même si les distinctions entre les ethnies laotienne et thaï sont souvent floues. Si certaines caractéristiques physiques sont plus évidentes chez les Laotiens, la distinction est plutôt dans la culture et la langue. La langue principale de la région est l'Isan (qui est semblable au laotien). Le thaï est aussi très répandu et le khmer est parlé dans le sud. Le nombre de locuteurs de l'Isan est estimé entre 15 et 23 millions, la majorité vivant en Isan. La plupart d'entre eux parlent aussi le thaï, d'autant plus s'ils sont jeunes. 
Le dialecte de Khorat, parlé par environ 400 000 personnes, occupe une position entre l'Isan et le thaï standard.
Il y a une importante minorité khmer concentrée dans les provinces du sud.
Les autres langues parlées en Isan sont :
| Langue         | Famille   | Locuteurs | Distribution                                     |
| -------------- | --------- | --------- | ------------------------------------------------ |
| Aheu           | Môn-khmer | 750       | Sakhon Nakhon                                    |
| Bru de l'est   | Môn-khmer | 5000      | Sakhon Nakhon                                    |
| Bru de l'ouest | Môn-khmer | 20 000    | Mukdahan, Amnatcharoen, Ubon                     |
| Khmer du nord  | Môn-khmer | 1 000 000 | Surin, Si Saket, Buriram, Khorat                 |
| Kuy            | Môn-khmer | 300 000   | Buriram, Surin, Si Saket, Ubon, Roi Et           |
| Nyahkur        | Môn-khmer | 10 000    | Nakhon Ratchasima, Chaiyaphum                    |
| Nyaw           | Tai-kadai | 50 000    | Sakhon Nakhon, Nong Khai, Nakhon Phanom          |
| Nyeu           | Môn-khmer | Inconnu   | Si Saket                                         |
| Phu Thaï       | Tai-Kadai | 156 000   | Nakhon Phanom, Ubon, Kalasin, Sakhon Nakhon      |
| Phuan          | Tai-Kadai | Inconnu   | Udon, Loei                                       |
| Saek           | Tai-Kadai | 11 000    | Nakhon Phanom                                    |
| So             | Môn-khmer | 55 000    | Nakhon Phanom, Sakhon Nakhon, Nong Khai, Kalasin |
| Tai Dam        | Tai-Kadai | 20 000    | Nong Khai, Khorat, Loei (plus Saraburi)          |
| Yoy            | Tai-Kadai | 5 000     | Sakhon Nakhon                                    |

Comme dans le reste du pays, la population pratique presque exclusivement le bouddhisme theravâda, même si des éléments d'animisme continuent d'imprégner cette religion.

## Culture
La culture de l'Isan a beaucoup en commun avec celle du pays voisin, le Laos. Cette parenté est évidente dans la cuisine, le vêtement, l'architecture des temples, les fêtes et l'art de la région.
La cuisine d'Isan est distincte des cuisines thaïlandaise et laotienne, mais comporte des éléments communs aux deux autres. Les particularités les plus évidentes sont l'emploi du riz gluant plutôt que du riz ordinaire, ainsi que des féroces piments locaux. Les mets populaires incluent le tammakhung, en thaï le som tam (salade de papaye), le larb (salade de viande), le gai yang (poulet grillé) et le dangereux koi pla : ce hachis de poisson cru transmet le parasite Opisthorchis viverrini, connu pour provoquer de nombreux cancers du foie. La gastronomie d'Isan réserve aussi bien d'autres surprises... La boisson traditionnelle est le sato, ou vin de riz.
Ces mets ont tous été adoptés dans d'autres parties de la Thaïlande, mais généralement dans la version adoucie pour réduire l'extrême force et l'acidité appréciées en Isan et les adapter aux palais plus modéré du Thaïlandais central.

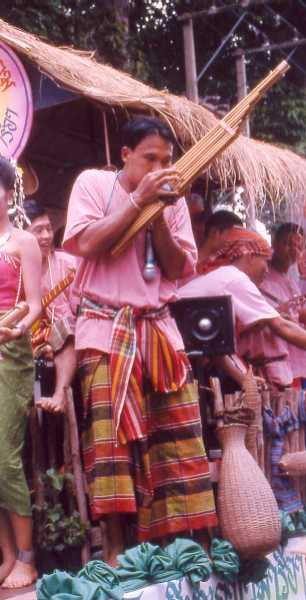
Un joueur de khên portant un sarong masculin et un pakama.

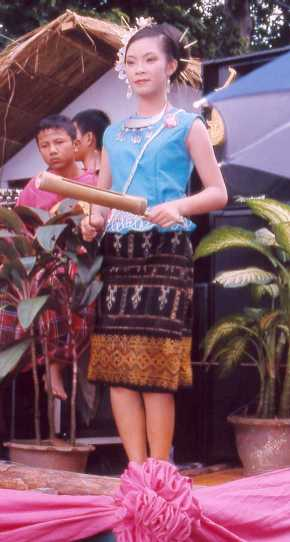
Musicienne portant un sin (sarong féminin).

À l'inverse, les mets typiques de la Thaïlande centrale sont devenus populaires en Isan, mais les influences françaises et vietnamiennes qui ont affecté la cuisine laotienne sont absentes. Les gens de la région sont connus pour manger une grande variété de bestioles, comme les lézards, les grenouilles et les insectes frits comme les sauterelle, les vers à soie et les bousiers. Originellement forcés par la pauvreté à être créatifs dans la recherche de nourriture, les habitants d'Isan savourent maintenant ces mets comme friandise.
L'habit traditionnel de l'Isan est le sarong. Le sarong féminin comporte généralement un ourlet brodé, alors que les sarongs masculins ont des motifs à damier. Ils sont portés droit, et non pas relevés entre les jambes à la manière de la Thaïlande centrale. Les hommes portent aussi le pakama — une pièce de tissu qu'on peut utiliser comme ceinture, chapeau, hamac ou vêtement de bain.
L'Isan est le centre thaïlandais de la production de la soie. Cette industrie a reçu une solide impulsion dans les années d'après-guerre, quand Jim Thompson a popularisé la soie thaïlandaise en Occident. L'une des variétés de soie d'Isan les mieux connues est la mut-mee, qui est tie-dyed pour produire des motifs géométriques sur le fil.
L'école publique et le temple bouddhiste (ou wat) sont les deux piliers de la plupart des villages. L'école publique et son terrain de sport ne sont pas utilisé uniquement pour l'enseignement, mais aussi pour les rassemblements et les activités sociales ; le temple n'est pas utilisé uniquement pour les cérémonies religieuses, mais aussi comme salle des rencontres et lieu de festivals. 

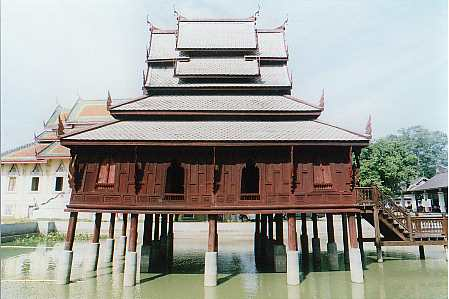
La bibliothèque du temple Tung Sri Muang à Ubon Ratchathani illustre le style typique de l'Isan.

Les temples bouddhistes sont généralement construits dans le style laotien, avec moins d'ornementation qu'en Thaïlande centrale. Les images du Bouddha de style laotien sont aussi très répandues.

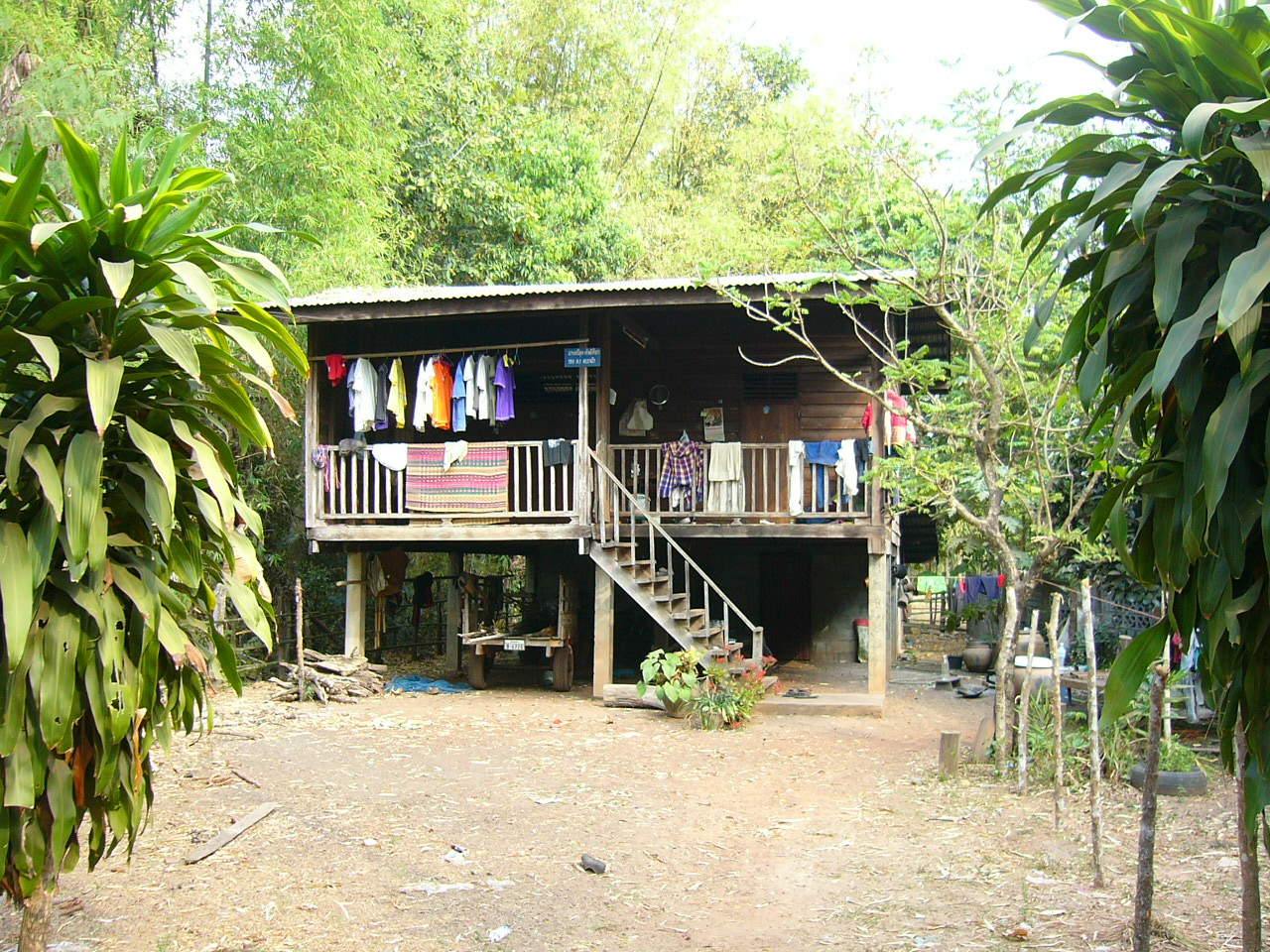
Les maisons d'Isan sont souvent construites sur pilotis, l'espace sous la maison pouvant être utilisé comme espace habitable, pour l'entreposage ou pour garder des animaux. (Province de Nakhon Phanom, 2007).

Les habitants d'Isan célèbrent beaucoup de fêtes traditionnelles, comme le Bun Bungfai (fête des fusées). Ce rite de fertilité, remontant à la période prébouddhiste, est célébré dans beaucoup de lieux en Isan et au Laos, mais plus fortement et avec plus d'impact touristique dans la province de Yasothon. D'autres fêtes d'Isan incluent la fête des chandelles d'Ubon Ratchathani qui marque le début du vassa en juillet à Ubon et en d'autres lieux, le festival de la soie à Khon Kaen qui fait la promotion de l'artisanat local, le rassemblement des éléphants de Surin et le bangfai phayanak (boule de feu des Nâgas) de Nong Khai.
La principale musique traditionnelle d'Isan est le mor lam. Elle comporte plusieurs variantes régionales et des formes modernes. Depuis la fin des années 1970, elle a été jouée plus souvent en dehors d'Isan grâce aux travailleurs migrants à Bangkok. Beaucoup de chanteurs de mor lam chantent aussi la musique luk thung de la Thaïlande centrale, et ont produit la forme hybride luk thung Isan. Une autre forme de musique traditionnelle, le kantrum, est populaire chez la minorité khmer dans le Sud.
Même s'il n'y a pas de tradition de littérature séculière dans la langue d'Isan, la région a produit plusieurs écrivains importants durant la seconde moitié du XXe siècle, comme Khamsing Srinawk (qui écrit en thaï) et Pira Sudham (qui écrit en anglais).
L'Isan est reconnue pour sa production d'un grand nombre de boxeurs de muay thaï.  Comme pour la boxe occidentale, le kick boxing offre une chance exceptionnelle de se sortir de la pauvreté.  Le plus important sportif d'Isan, cependant, est le joueur de tennis Paradorn Srichaphan, dont la famille est de Khon Kaen.
L'isolation culturelle de la Thaïlande centrale, combinée à la pauvreté de la région et à la peau plus foncée des habitants, a favorisé une bonne dose de racisme contre les habitants d'Isan de la part de l'ethnie thaïe.  Le romancier Pira Sudham a écrit que : « Certains Thaïlandais de Bangkok... ont dit que je n'étais pas Thaïlandais, mais... un buffle ou un paysan ».  Même si beaucoup d'habitants d'Isan travaillent maintenant en ville plutôt que dans les champs, ils sont généralement confinés aux emplois de faible statut comme travailleurs de la construction et prostitués, et les attitudes discriminatoires persistent.  Néanmoins, la perception de l'Isan de la part des Thaïlandais du centre n'est pas totalement négative : la nourriture et la musique d'Isan ont été adoptées avec enthousiasme et adaptés aux goûts du reste du pays.
Le processus de thaïfication a partiellement dilué le caractère distinctif de la culture d'Isan, particulièrement dans les villes et les provinces, comme Nakhon Ratchasima, qui sont les plus proches du centre et ont été le plus longtemps sous la férule thaïlandaise.

## Communications
L'Isan a deux lignes de chemin de fer vers la région à Bangkok. L'une part de Nakhon Ratchasima vers l'est, jusqu'à Surin et Ubon, l'autre va vers le Nord, reliant Khon Kaen et Udon à Nong Khai et au Laos.
Il y a 15 000 km de routes, centrées sur les Thanon Mitraphap (autoroutes de l'Amitié) construites par les États-Unis pour l'approvisionnement des bases militaires durant les années 1960 et 1970. Trois ponts routiers relient l'Isan au Laos : du nord au sud le Pont de l'amitié lao-thaïlandaise (Saphan Mitraphap) entre Nong Khai et Vientiane, le Troisième pont de l'amitié lao-thaïlandaise, entre la province de Nakhon Phanom et Thakhek, et le Deuxième pont de l'amitié lao-thaïlandaise entre Mukdahan et Savannakhet, sur le Couloir économique Est-Ouest.
Peu de bateaux utilisent le Mékong, car les rapides et la variabilité du débit rendent la navigation difficile.
Il y a des aéroports à Nakhon Ratchasima, Khon Kaen, Ubon, Loei, Udon, Nakhon Phanom, Sakhon Nakhon, Roi Et et Buriram.

## L'administration
L'Isan élit 136 des 400 députés du parlement national.  Les résultats préliminaires de l'élection législative de 2005 montraient que le parti Thaï Rak Thaï emportaient 126 de ces sièges, en laissant six au parti Chart Thai (en) et deux chacun au parti démocrate et au Mahachon (en).

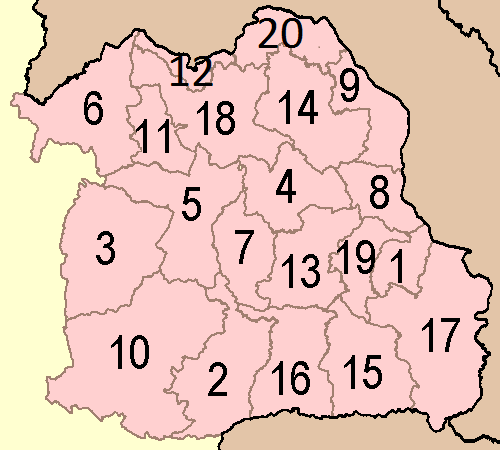
Les provinces d'Isan.

L'Isan est divisée en 20 provinces, même si la province de Nakhon Ratchasima au sud-ouest est considérée par certains comme plutôt reliée à la Thaïlande centrale. [Attention  : les numéros ci-dessous ne correspondent pas à ceux de l'image ci-contre !]
1. Amnat Charoen
2. Bueng Kan
3. Buriram
4. Chaiyaphum
5. Kalasin
6. Khon Kaen
7. Loei
8. Maha Sarakham
9. Mukdahan
10. Nakhon Phanom
11. Nakhon Ratchasima
12. Nongbua Lamphu
13. Nong Khai
14. Roi Et
15. Sakhon Nakhon
16. Si Saket
17. Surin
18. Ubon Ratchathani
19. Udon Thani
20. Yasothon